# 노고은
노고은(노장금)은 대한민국 요리연구가, 조리기능장, 푸드콘텐츠디렉터, 방송인이다.

## 학력 및 경력(자격)사항
- 세상의 모든 레시피 대표
- 한국외식관광진흥원 원장
- 한국소스학회 이사
- 한국외식산업학회 이사
- 진천군 명예대사(2024~)
- 1인가구 요리대회 심사위원(2024~)
- 부여군 향토음식위원회 심사위원(2023~)
- 우송대학교 제 1차 K-푸드 창업메뉴개발경연대회 심사위원(2024)
- 제 3회 양봉요리경연대회 심사위원(2023)
- 연산대추문화축제 대추레시피경연대회 심사위원(2023)
- KOREA 월드푸드 챔피언십 심사위원(2023)
- 초당대학교 총장배 전국고등학생 요리&제과경연대회 심사위원(2022)
- 제 2회 양봉요리경연대회 심사위원(2022)
- 유럽연합 프랑스치즈 홍보대사(2022)
- 경기도 동두천시 홍보대사(2021~2024)
- 한국음식관광박람회 홍보위원장(2020)
- 리츠타운하우스 모델(2019)
- 한국음식관광박람회 홍보대사(2019)
- 세종대학교 호텔조리외식경영학과 박사 졸업
- 세종대학교 외식경영학과 석사 졸업

#### 자격사항
- 대한민국 조리기능장(2023)
- 일식조리산업기사(2023)
- 일식, 중식, 복어, 떡제조 기능사(2022-2023)
- 한식, 양식 조리기능사(2003)

- 한식해설사, 한방약선조리트랙수료
- 음식문화평론가 자격 보유
- 푸드스타일리스트 1급, 2급 자격 보유

## 출연작

### 텔레비전 프로그램(진행 및 게스트, VCR 출연)
- 2020.10~2022 네이버 NOW. 노장금 라이브 요리쇼 '요알못은 볼지어다[깨진 링크(과거 내용 찾기)]' 167회 진행
- 2019  지방자치티비 《노장금의 혼밥상담소》 진행
- 2024. 11 JTBC '다큐초이스' - 생강청 활용요리
- 2024. 11 SBS '생방송투데이' - 환절기 면역력 지킴이 파프리카요리
- 2024. 11 KBS '생생정보' - 황금레시피 <육우 100% 즐기기> 육우건강말이, 육우멘보샤
- 2024. 10 채널A '행복한 아침' - 환절기 보양식재료 오리 활용요리
- 2024. 08 JTBC '친절한 진료실' - 레몬활용 건강요
- 2024. 07 tvN '슈퍼푸드의 힘' - 건강요리(해산물 : 해초면파스타/다시마두부롤/미역귀튀김)
- 2024. 05 SBS '생방송투데이'
- 2024. 04 KBS '생생정보' 우유활용요리
- 2024. 03 KBS '무엇이든 물어보세요' - 치매예방요리
- 2024. 02 KBS '사랑의 가족'
- 2024. 02 MBC '생방송 오늘 저녁'
- 2024. 01 SBS '요리조리 맛있는 수업'
- 2024. 01 SBS '모닝와이드' 두부 만들기
- 2023. 12 KBS '무엇이든 물어보세요' - 무청시래기, 배추시래기 만들기, 활용요리
- 2023. 11 MBC  '생방송오늘저녁' - 전통식품(김치, 누룽지) 활용요리
- 2023. 10 KBS '생생정보' - 육우 활용요리
- 2023. 10 JTBC '친절한 진료실' - 당뇨환자를 위한 저염요리
- 2023. 09 MBC  '생방송오늘저녁' - 인삼 활용요리
- 2023. 07 KBS '무엇이든 물어보세요' - 과일씨앗과 껍질 활용 요리
- 2023. 07 SBS '생방송투데이' - 한우로 1만원의 행복
- 2023. 05 SBS '모닝와이드' - 물가상승, 햄버거 원가율
- 2023. 05 MBC '생방송 오늘아침' - 초간단 전자레인지 활용요리, 원팬요리
- 2023. 04 KBS '무엇이든 물어보세요' - 장건강에 좋은 요리
- 2023. 02 SBS '모닝와이드' - 한우 사태, 우둔살 활용요리
- 2023. 02 SBS '생방송투데이' - 새싹삼, 조청 활용요리
- 2023. 01 SBS '모닝와이드' - 타인의 식탁
- 2023. 01 MBN '생생정보마당' - 인삼요리
- 2023. 01 KBS '무엇이든 물어보세요' - 전복요리
- 2023. 01 KBS '생생정보' - 명절 남은 음식 활용요리
- 2023. 12 MBC '생방송 오늘아침' - 해산물요리
- 2022. 12 SBS '모닝와이드' - 감 활용 요리
- 2022. 12 MBN '생생정보마당' - 전복요리
- 2022. 11 KBS '무엇이든 물어보세요' - 당뇨에 좋은 요리 3가지
- 2022. 11 채널A '행복한 아침' - 우유요리 3가지
- 2022. 11 채널A '행복한 아침' - 당뇨에 좋은 요리
- 2022. 11 MBN '생생정보마당' - 고수vs고수 무요리 대결(임성근vs노고은)
- 2022. 11 MBN '생생정보마당' - 고수vs고수 늙은 호박요리 대결(임성근vs노고은)
- 2022. 10 MBC '생방송 오늘아침' - 청국장 활용요리
- 2022. 아리랑tv '한중컬처 특집' - 요리연구가 인터뷰
- 2022. 09 KBS '무엇이든 물어보세요' - 곡물활용요리 6가지
- 2022. 09 MBC '생방송 오늘아침' - 배 활용요리
- 2022. 06 tvN show '프리한 19' - 'SNS 소핫 레시피' 순위 자문, 인터뷰
- 2022. 05 KBS '무엇이든 물어보세요' - 두부, 고기요리
- 2022. 03 KBS '무엇이든 물어보세요' - 비트요리
- 2022. 03 KBS '생생정보' - 떡요리 3가지
- 2022. 02 KBS '무엇이든 물어보세요' - 뼈건강에 좋은 요리
- 2022. 02 EBS '일단해봐요 생방송오후1시' - 부종에 좋은 요리
- 2022. 01 EBS ‘일단해봐요 생방송 오후1시’ - 기미, 검버섯에 좋은 요리
- 2022. 01 SBS ‘모닝와이드’ - 배활용 요리
- 2022. 01 TV조선 ‘명심보감’ - 근육테크편, 단백질요리
- 2021. 12 KBS2 ‘생생정보’ - 연말 홈파티요리
- 2021. 12 KBS ‘무엇이든 물어보세요’ - 면역력 높이는 제철 보약편, 겨울 배추, 무요리
- 2021. 12 JTBC ‘굿모닝라이프’ - 오리활용요리
- 2021. 12 KBS ‘무엇이든 물어보세요’ - 안면마비예방 요리
- 2021. 11 채널A '행복한 아침' - 우유활용요리
- 2021. 11 EBS '일단해봐요 생방송오후1시' - 간식만들기(우유떡, 딸기찹쌀떡, 인절미, 고구마볼 등)
- 2021. 10 채널A '행복한 아침' - 비염에 좋은 요리
- 2021. 10 KBS '무엇이든 물어보세요' - 오리고기 활용요리
- 2021. 10 MBC '생방송 오늘아침' - 파프리카 활용 요리법
- 2021. 09 KBS '생생정보' - 오리를 활용한 요리
- 2021. 09 MBC ‘생방송 오늘아침’ - 라이스페이퍼 활용요리(라이스페이퍼꽃부각, 라이스페이퍼떡볶이)
- 2021. 09 MBN ‘생생정보마당’ - 중국식 조기찜, 문어버터구이, 동태전
- 2021. 08 MBC ‘생방송 오늘아침’ - 곤약, 두부 요리
- 2021. 08 KBS2 ‘생생정보’ - 전복요리
- 2021. 07 SBS ‘톡톡정보브런치’ - 가지요리
- 2021. 07 MBN ‘생생정보마당’ - 신박한 해결사 <비올 때 땡기는 밀가루>편
- 2021. 07 EBS '일단해봐요 생방송오후1시' - 달걀 활용요리
- 2021. 07 KBS ‘생생정보’ - 과일빙수
- 2021. 07 MBN ‘생생정보마당’ - 신박한 해결사 <얼리고 말려 효능UP>편
- 2021. 07 KBS ‘무엇이든 물어보세요’ - 감자, 고구마 관리법과 고구마 말랭이 만들기
- 2021. 07 SBS '당신의 일상을 밝히는가' - 홈카페 레시피
- 2021. 06 MBN ‘생생정보마당’ - 신박한 해결사 <이색 김치>편
- 2021. 05 EBS '생방송 방과후 듄듄' - 잡알아듄듄(직업 선생님 ‘요리연구가’편)
- 2021. 05 연합뉴스tv '풍경여지도’ 동두천 편, 식당 소개
- 2021. 05 MBC ‘생방송 오늘아침’ - 참외 보관법, 활용법
- 2021. 05 KBS2 ‘굿모닝 대한민국 라이브’ - 쇠뜨기 활용요리
- 2021. 03 KBS ‘무엇이든 물어보세요’ - 돼지사골육수 활용요리
- 2021. 03 MBC ‘생방송 오늘아침’ - 최신 육류 소비 트렌드 육우활용요리
- 2021. 02 KBS2 ‘생생정보’ - 기름 활용 요리
- 2021. 02 KBS ‘무엇이든 물어보세요’ - 발효액 활용요리
- 2021. 02 KBS ‘무엇이든 물어보세요’ - 저염간장요리
- 2021. 02 MBN ‘생생정보마당’ - 인삼 활용요리
- 2021. 02 KBS ‘무엇이든 물어보세요’ - 골다공증에 좋은 음식
- 2021. 01 MBC ‘생방송 오늘아침’ - 배 100%활용법
- 2021. 01 KBS ‘무엇이든 물어보세요’ - 내장지방에 좋은 음식
- 2020. 12 KBS ‘무엇이든 물어보세요’ - 만능간장
- 2020. 12 KBS ‘무엇이든 물어보세요’ - 혈액건강을 위한 음식
- 2020. 11 KBS ‘무엇이든 물어보세요’ - 체질별 음식(잡곡)
- 2020. 11 KBS ‘무엇이든 물어보세요’ - 지방간에 좋은 음식
- 2020. 10 KBS2 '생생정보' - 면역력 지키는 장어요리(장어스테이크, 장어덮밥, 장어강정)
- 2020. 10 MBC '생방송 오늘아침' - 명절 선물로 받은 김 활용 요리법
- 2020. 09 KBS2 '생생정보' - 황금레시피. 영양가득 제철재료 토란(토란국, 토란화전)
- 2020. 09 MBC '생방송오늘저녁' - 오늘의 냉파 '식빵' 잘 보관하고, 잘 먹는 방법
- 2020. 09 SBS '톡톡정보브런치' - 시서스가루 활용요리
- 2020. 09 MBC '생방송오늘저녁' - 냉동만두 활용법, 레시피
- 2020. 09 SBS '톡톡정보브런치' - 새싹보리 활용요리 3가지
- 2020. 08 MBN '생생정보마당' - 수산물 활용요리(다시마대게초밥 등)
- 2020. 08 KBS2 '굿모닝대한민국 라이브' - 쌀 활용 간편식
- 2020. 08 SBS '톡톡정보브런치' - 우유활용 레시피(큐브라떼, 우유푸딩, 우유화채)
- 2020. 08 KBS '무엇이든 물어보세요' - 쌀가공식품
- 2020. 07 tvN '곽승준의 쿨까당' - '2020 올 여름 꼭 먹어봐야하는 맛 트렌드'
- 2020. 07 KBS '무엇이든 물어보세요' - 시원한 여름 음료를 소개합니다(오매복차, 포도갈수)
- 2020. 06 KBS '무엇이든 물어보세요' - 오이로 차리는 여름 보양 밥상(오이초계샐러드 등)
- 2020. 06 KBS2 '생생정보' - 궁금하면 물어봐(전기밥솥으로 잡채 만들기, 하루숙성 동치미 만들기)
- 2020. 05 KBS '무엇이든 물어보세요' - 골다공증에 좋은 요리
- 2020. 05 KBS2 '무한리필샐러드' - 모사언의 무한리필 건강 한 끼(두부유부초밥)
- 2020. 05 SBS '모닝와이드' - 홈쿡으로 어린이날 즐기기(스테이크)
- 2020. 04 채널A '닥터지바고' - 단백질 든든한 건강레시피(코다리찜)
- 2020. 03 SBS '모닝와이드' - 국민청원 우리 농산물 소비 동참(감자, 봄나물 활용요리)
- 2020. 03 SBS '톡톡 정보브런치' - 집에 콕 박혀(집콕)요리(티라미수, 미국가정식)
- 2020. 01 KBS '무엇이든 물어보세요' - 나물 손질하는 방법
- 2020. 01 MBC '생방송 오늘아침' - (설)명절에 남은 음식으로 만드는 레시피
- 2020. 01 KBS '무엇이든 물어보세요' - 해조류를 활용한 레시피
- 2020. 01 KBS '생생정보' - 집에서 설 명절 선물 만들기(공진단, 육포)
- 2019. 12 MBC '생방송 오늘아침' - 노인건강에 좋은 요리(우유와 치즈 활용)
- 2019. 12 SBS '모닝와이드' - 식객로드 코너 '쩜장' 추어탕 식객 출연
- 2019. 10 MBC '생방송 오늘아침' - 생활에 유용한 꿀팁(마늘 빨리 까기, 밤 쉽게 까기)
- 2019. 08 SBS '톡톡 정보브런치' - '흑염소 스테이크, 흑염소 파스타' 톡파원 흑염소 요리
- 2019. 07 SBS '톡톡 정보브런치' - '감자 꽃 요리, 감자경단, 감자' 톡파원 감자 요리

## 활동 사항
- 당진시 로컬X청년 이음 프로젝트 메뉴개발 총괄(2024)
- 제63회 충북도민체육대회 만찬 용역 메뉴 총괄(2024)
- 진천군 지역 농특산물 활용 간편식 메뉴개발, 총괄(2023~2024)
- 진천군 농촌신활력플러스사업 메뉴개발 창업컨설팅(2023)
- 진천군 창업 인큐베이팅 아카데미 - 푸드 상품개발 교육(2023)
- 강남구 1인가구커뮤니티센터 - 중장년을 위한 저염밥상(2023)
- 청양군 농산물종합가공센터 소스제조강의(2023)
- CJ제일제당, CJ더키친 들기름 활용 쿠킹클래스 진행(2023)
- 한국외식관광진흥원 운영(2023)
- 용인 농업기술센터, 용인의 소반 쿠킹클래스 진행(2022)
- 서울시 식생활종합지원센터 가나다밥상 '당을 줄인 요리' 쿠킹클래스(2022)
- 코엑스 '금산인삼' 쿠킹쇼(2022)
- SCIA(세종컬리너리스쿨) 외국인 인플루언서 대상 k-food 쿠킹클래스 특강(2022)
- 공영홈쇼핑 '도가니탕' 요리연구가 게스트 출연(2022)
- 경기도자페어 라이브커머스 요리연구가의 '그릇에 어울리는 메뉴&스타일링' (2022)
- 가평농업기술센터 소스제조강의 진행(2022)
- 서울시 식생활종합지원센터 가나다밥상 쿠킹클래스 진행(2022)
- 서울시 식생활종합지원센터 맛동 '1인가구 재료의 발견' 쿠킹클래스 진행(2022)
- 유럽연합 프랑스치즈 캠페인 쿠킹클래스(2022)
- 롯데백화점 X 씨름 브랜드 쿠킹클래스 진행(2022)
- 서울특별시 식생활종합지원센터 가나다밥상 한식강사, 1인가구 함께밥 실시간 쿠킹클래스 진행(2021~)
- 식약처 '마이나슈tv' 저염저당 레시피 영상촬영(2021)
- 서울시 지역상생교류사업단 ‘상생상회’ 서로맛남 봉화달걀 요리 진행(2021)
- 소상공인 유튜브 '가치쑈핑' 영상촬영(2021)
- 롯데백화점 동탄점 요리특강(2021)
- 현대해상 유튜브'아빠와 함께 하는 요리' 영상 촬영(2021)
- 강남 1인가구 커뮤니티센터 ‘나만의 건강밥상 차리기’ 강의 진행(2021)
- 미래에셋 VIP 대상 라이브 쿠킹클래스 진행(2021)
- 썬키스트 오렌지, 레몬 레시피 개발 및 영상촬영, 라이브 쿠킹클래스 진행(2021)
- 한국관광공사 음식관광 콘텐츠 제작 자문위원(2021)
- 한국식품연구원 김치소스 메뉴개발 자문(2019)
- DB손해보험 직원 대상 특강 및 쿠킹클래스(2019)
- 구리시청 공무원 대상 특강(2019)
- 세상의 모든 레시피 운영(2019)
- 신세계 아카데미 대구 특강(2018)
- SBS Biz 유행백서 푸드스타일링 참여(2018)
- 한성기업 직원 대상 쿠킹클래스(2018)
- 롯데백화점 센텀시티점, 동래점 혼밥 특강(2017)
- 푸드매거진 요리연구원(2017)
- 참 쉬운 혼밥 푸드토크쇼 진행(2017)
- 카페 드맹 브런치 컨설팅(2017)
- 노장금의 건강밥상 운영(2015)
- 그녀의 요리 레시피 운영(2013)
- 쁠랑 운영(2008)
- 이탈리안 레스토랑 조리파트(2006)
- 조선시대 궁중음식문화 재현(대전시, 한국궁중음식문화연구협회) 스텝 참여(2004)
- 패밀리레스토랑 조리파트(2004)
- 지극히 주관적인 여자(요리&일상) 운영(2003)

## 수상
- 메뉴개발전문가상(2024)
- (사)한국조리기능장협회 글로리상(2024)
- THAILAND ULTIMATE CHEF CHALLENGE 육류 카테고리 동메달(2023)
- THAILAND ULTIMATE CHEF CHALLENGE 해산물 카테고리 동메달(2023)
- 제1회 경기도 위아더픽쳐 공모전 특별상(2023)
- 2023년 한식 요리 연구 우수상(한국외식관광진흥원)
- 2022년 조리기능인상(한국음식관광협회)
- 2021년 한국국제요리경연대회 한국음식전시경연 퓨전한식 국회의장상
- 2021년 한국음식관광협회 우수 지도자상
- 2020년 한국국제요리경연대회 퓨전한식부문 농림축산부장관상
- 2019년 한국국제요리경연대회 한식디저트부문 국무총리상
- 2019년 한국국제요리경연대회 테이블세팅경연 금상
- 2019년 제37회 예술대제전 캘리그라피 부문 특선
- 2018년 제1회 끼리 크림치즈 디저트 조리경연대회 일반부 금상
- 2005년 충북 향토음식경연대회 어류부문 참가상

## 저서
- 2024년 참 쉬운 핑거푸드요리책
- 2023년 아스파라거스가 다한 요리 (이덴슬리벨)
- 2022년 참 쉬운 평생반찬 요리책 (아마존북스)
- 2022년 가지가 다한 요리 (이덴슬리벨)
- 2021년 틱톡마케팅[깨진 링크(과거 내용 찾기)] (이코노믹북스)
- 2021년 참 쉬운 핑거푸드 (아이엠푸드스타일리스트)
- 2019년 참 쉬운 에어프라이어 (아이엠푸드스타일리스트)
- 2017년 참 쉬운 혼밥 (라온북)

### 참여도서
- 2021년 혼자서도 잘 먹어요 건강한 강남 밥상
- 2019년 청년 한식당 신메뉴 레시피북 '우리의 맛 새로운 레시피(한식진흥원, 농림축산식품부)'자문
- 2019년 만개의 레시피 '700만이 뽑은 초간단 인생요리' 셰프 참여
- 2019년~ KITCHEN&CHEF FOOD 매거진 레시피 연재중